# Союз фашистской молодёжи

«Сою́з фаши́стской молодёжи» — молодёжная организация Всероссийской фашистской партии, созданная в 1936 году в Харбине, в которой автоматически состояли все члены организаций ВФП в возрасте от 16 до 25 лет. Возглавлялся И. Н. Дунаевым, у которого был многолетний опыт работы в воспитательных органах. Организация действовала в соответствии с «Уставом Союза фашистской молодёжи».

## Структура
Идеология и тактика «Союза» всецело определялись идеологией и тактикой Всероссийской фашистской партии.
Зачисление в «Союз» осуществлялось автоматически: в него зачислялись все члены организаций ВФП соответствующего возраста, независимо от пола. При этом они оставались членами соответствующих организаций ВФП.
СФМ разделялся на две группы: младшую и старшую. Каждая группа имела две степени: юных фашистов и фашисток; авангардистов и авангардисток. Для перехода из степени в степень сдавались экзамены. Успешно сдавшие 2-ю ступень норм СФМ зачислялись в фашистскую «Академию имени П. А. Столыпина».
В СФМ работали культурно-просветительный, драматический и философский кружки, а также школы кройки и шитья и изучения языков. Важнейшими секциями СФМ значились политическая и военная. Структурными единицами «Союза» являлись филиалы при отделах ВФП. Руководитель «Союза» назначался главой ВФП, остальные руководители назначались приказами руководителя СФМ.
12 апреля 1939 года возник «Антикоммунистический союз молодёжи», также ставший резервом пополнения рядов РФС. В него, помимо СФМ, входили «Союз националистической молодёжи», «Молодая имени атамана Семёнова станица» и другие.

## Руководство
- Илья Дунаев